# Pseudagrion andamanicum
Pseudagrion andamanicum – gatunek ważki z rodziny łątkowatych (Coenagrionidae).